# Copa de Naciones del Golfo de 2024
La Copa de Naciones del Golfo de 2024, oficialmente Khaleeji Zain 26 por razones de patrocinio, fue la vigésimo sexta edición de la Copa de Naciones del Golfo. Se llevó a cabo en Kuwait del 21 de diciembre de 2024 al 4 de enero de 2025.

## Sedes
| Ciudad de Kuwait | Ciudad de Kuwait |                                      |                     |
| Ciudad de Kuwait | Ciudad de Kuwait | Ciudad de Kuwait                     | Ciudad de Kuwait    |
| ---------------- | ---------------- | ------------------------------------ | ------------------- |
| Ciudad de Kuwait | Ciudad de Kuwait | Estadio Internacional Jaber Al-Ahmad | Sulaibikhat Stadium |
| Ciudad de Kuwait | Ciudad de Kuwait | Capacidad: 60 000                    | Capacidad: 15 000   |
| Ciudad de Kuwait | Ciudad de Kuwait |                                      |                     |

## Equipos participantes
| Equipos participantes | Equipos participantes | Equipos participantes | Equipos participantes  |
| --------------------- | --------------------- | --------------------- | ---------------------- |
| Arabia Saudita        | Baréin                | Catar                 | Emiratos Árabes Unidos |
| Irak                  | Kuwait                | Omán                  | Yemen                  |

### Sorteo
El sorteo se llevó a cabo el 9 de noviembre de 2024 en la ciudad de Kuwait. Los ocho equipos fueron sorteados en dos grupos de cuatro equipos cada, seleccionando un equipo de cada uno de los cuatro bombos. Sus posiciones se basaron en la clasificación de la FIFA actualizada el 24 de octubre.
| Bombo 1                                        | Bombo 2                            | Bombo 3                                     | Bombo 4                   |
| ---------------------------------------------- | ---------------------------------- | ------------------------------------------- | ------------------------- |
| - Kuwait (anfitrión) - Irak (campeón defensor) | - Catar (46) - Arabia Saudita (59) | - Emiratos Árabes Unidos (68) - Baréin (76) | - Omán (80) - Yemen (154) |

## Árbitros
Árbitros principales
| - Mustapha Ghorbal - Ammar Mahfoodh - Mohanad Qasim Sarray - Ahmad Al-Ali - Dahane Beida - Qasim Al-Hatmi - Abdulrahman Al-Jassim - István Kovács - Khalid Al-Turais - Halil Umut Meler - Omar Al-Ali Árbitros asistentes - Abdulla Al-Rowaimi - Mohamed Salman - Watheq Al-Swaiedi - Ahmad Abbas - Abdulhadi Al-Anezi - Saoud Al-Maqaleh - Taleb Al-Marri - Mohammed Al-Abakry - Abdelraheem Al-Shammari - Jasem Al-Ali - Mohamed Al-Hammadi | Cuarto Árbitros - Mokrane Gourari - Abbès Zerhouni - Brahim Hmade - Youssouf Yahia - Nasser Al-Busaidi - Hamed Al-Ghafer - Mircea Grigoriu - Ferencz Tunyogi - Kerem Ersoy - İbrahim Çağlar Uyarcan Árbitros VAR - Fu Ming - Mahmoud Ashour - Ahmed Rsetam - Jumpei Iida - Abdullah Jamali - Khamis Al-Marri - Abdullah Al-Shehri - Haythem Guirat - Mohamed Khadim |

## Fase de grupos

### Grupo A
| Pos. | Equipo                 | Pts. | PJ | G | E | P | GF | GC | Dif. | Clasificación                  |
| ---- | ---------------------- | ---- | -- | - | - | - | -- | -- | ---- | ------------------------------ |
| 1    | Omán                   | 5    | 3  | 1 | 2 | 0 | 4  | 3  | +1   | Clasificado a las semifinales. |
| 2    | Kuwait                 | 5    | 3  | 1 | 2 | 0 | 4  | 3  | +1   | Clasificado a las semifinales. |
| 3    | Emiratos Árabes Unidos | 2    | 3  | 0 | 2 | 1 | 3  | 4  | −1   |                                |
| 4    | Catar                  | 2    | 3  | 0 | 2 | 1 | 3  | 4  | −1   |                                |

Actualizado a los partidos jugados el 27 de diciembre de 2024.
 Fuente: Soccerway
| Fecha                          | Lugar  |                        |                                   | Resultado |                                   |                        |
| ------------------------------ | ------ | ---------------------- | --------------------------------- | --------- | --------------------------------- | ---------------------- |
| 21 de diciembre de 2024, 20:00 | Kuwait | Kuwait                 | Bandera de Kuwait                 | 1:1       | Bandera de Omán                   | Omán                   |
| 21 de diciembre de 2024, 22:30 | Kuwait | Catar                  | Bandera de Catar                  | 1:1       | Bandera de Emiratos Árabes Unidos | Emiratos Árabes Unidos |
| 24 de diciembre de 2024, 17:25 | Kuwait | Omán                   | Bandera de Omán                   | 2:1       | Bandera de Catar                  | Catar                  |
| 24 de diciembre de 2024, 20:30 | Kuwait | Emiratos Árabes Unidos | Bandera de Emiratos Árabes Unidos | 1:2       | Bandera de Kuwait                 | Kuwait                 |
| 27 de diciembre de 2024, 17:30 | Kuwait | Kuwait                 | Bandera de Kuwait                 | 1:1       | Bandera de Catar                  | Catar                  |
| 27 de diciembre de 2024, 17:30 | Kuwait | Emiratos Árabes Unidos | Bandera de Emiratos Árabes Unidos | 1:1       | Bandera de Omán                   | Omán                   |

### Grupo B
| Pos. | Equipo         | Pts. | PJ | G | E | P | GF | GC | Dif. | Clasificación                  |
| ---- | -------------- | ---- | -- | - | - | - | -- | -- | ---- | ------------------------------ |
| 1    | Baréin         | 6    | 3  | 2 | 0 | 1 | 6  | 4  | +2   | Clasificado a las semifinales. |
| 2    | Arabia Saudita | 6    | 3  | 2 | 0 | 1 | 8  | 6  | +2   | Clasificado a las semifinales. |
| 3    | Irak           | 3    | 3  | 1 | 0 | 2 | 2  | 5  | −3   |                                |
| 4    | Yemen          | 3    | 3  | 1 | 0 | 2 | 4  | 5  | −1   |                                |

Actualizado a los partidos jugados el 28 de diciembre de 2024.
 Fuente: Soccerway
| Fecha                          | Lugar  |                |                           | Resultado |                           |                |
| ------------------------------ | ------ | -------------- | ------------------------- | --------- | ------------------------- | -------------- |
| 22 de diciembre de 2024, 17:25 | Kuwait | Irak           | Bandera de Irak           | 1:0       | Bandera de Yemen          | Yemen          |
| 22 de diciembre de 2024, 20:30 | Kuwait | Arabia Saudita | Bandera de Arabia Saudita | 2:3       | Bandera de Baréin         | Baréin         |
| 25 de diciembre de 2024, 17:25 | Kuwait | Yemen          | Bandera de Yemen          | 2:3       | Bandera de Arabia Saudita | Arabia Saudita |
| 25 de diciembre de 2024, 20:30 | Kuwait | Baréin         | Bandera de Baréin         | 2:0       | Bandera de Irak           | Irak           |
| 28 de diciembre de 2024, 17:30 | Kuwait | Irak           | Bandera de Irak           | 1:3       | Bandera de Arabia Saudita | Arabia Saudita |
| 28 de diciembre de 2024, 17:30 | Kuwait | Baréin         | Bandera de Baréin         | 1:2       | Bandera de Yemen          | Yemen          |

## Fase final
- Los horarios son correspondientes al huso horario de Kuwait (UTC+3).

### Cuadro de desarrollo
|  | Semifinales                      | Semifinales |                             |   | Final | Final |
|  |                                  |             |                             |   |       |       |
|  | 31 de diciembre de 2024 – Kuwait |             |                             |   |       |       |
|  |                                  |             |                             |   |       |       |
|  | Omán                             | 2           |                             |   |       |       |
|  | Omán                             | 2           | 4 de enero de 2025 – Kuwait |   |       |       |
|  | Arabia Saudita                   | 1           |                             |   |       |       |
|  | Arabia Saudita                   | 1           | Omán                        | 1 |       |       |
|  | 31 de diciembre de 2024 – Kuwait |             | Omán                        | 1 |       |       |
|  |                                  | Baréin      | 2                           |   |       |       |
|  | Baréin                           | Baréin      | 2                           | 1 |       |       |
|  | Baréin                           |             |                             | 1 |       |       |
|  | Kuwait                           | 0           |                             |   |       |       |
|  | Kuwait                           | 0           |                             |   |       |       |

### Semifinales
| Fecha                          | Lugar  |        |                   | Resultado |                           |                |
| ------------------------------ | ------ | ------ | ----------------- | --------- | ------------------------- | -------------- |
| 31 de diciembre de 2024, 17:30 | Kuwait | Omán   | Bandera de Omán   | 2:1       | Bandera de Arabia Saudita | Arabia Saudita |
| 31 de diciembre de 2024, 20:45 | Kuwait | Baréin | Bandera de Baréin | 1:0       | Bandera de Kuwait         | Kuwait         |

### Final
| Fecha                     | Lugar  |      |                 | Resultado |                   |        |
| ------------------------- | ------ | ---- | --------------- | --------- | ----------------- | ------ |
| 4 de enero de 2025, 19:30 | Kuwait | Omán | Bandera de Omán | 1:2       | Bandera de Baréin | Baréin |

|                           |
| Bandera de Baréin         |
| Campeón Baréin 2.º título |

## Estadísticas

### Tabla general
| Pos. | Equipo          | Pts | PJ | PG | PE | PP | GF | GC | Dif. | Rend.  |
| ---- | --------------- | --- | -- | -- | -- | -- | -- | -- | ---- | ------ |
| 1    | Baréin          | 12  | 5  | 4  | 0  | 1  | 9  | 5  | 4    | 80%    |
| 2    | Omán            | 8   | 5  | 2  | 2  | 1  | 6  | 5  | 1    | 53.33% |
| 3    | Arabia Saudita  | 6   | 4  | 2  | 0  | 2  | 9  | 8  | 1    | 50%    |
| 4    | Kuwait          | 5   | 4  | 1  | 2  | 1  | 4  | 4  | 0    | 41.67% |
| 5    | Yemen           | 3   | 3  | 1  | 0  | 2  | 3  | 4  | –1   | 33.33% |
| 6    | Irak            | 3   | 3  | 1  | 0  | 2  | 2  | 5  | -3   | 33.33% |
| 7    | Emiratos Árabes | 2   | 3  | 0  | 2  | 1  | 3  | 4  | -1   | 22.22% |
| 8    | Catar           | 2   | 3  | 0  | 2  | 1  | 3  | 4  | -1   | 22.22% |

### Goleadores
| Jugador                  | Selección       | Goles |
| ------------------------ | --------------- | ----- |
| Issam Al-Sabhi           | Omán            | 3     |
| Abdullah Al-Hamdan       | Arabia Saudita  | 3     |
| Mohamed Marhoon          | Baréin          | 3     |
| Ali Madan                | Baréin          | 2     |
| Musab Al-Juwayr          | Arabia Saudita  | 2     |
| Mohamed Kanno            | Arabia Saudita  | 2     |
| Mohammad Daham           | Kuwait          | 2     |
| Yahya Al-Ghassani        | Emiratos Árabes | 2     |
| Harwan Al-Zubaidi        | Yemen           | 2     |
| Abdulrahman Al-Mushaifri | Omán            | 2     |

### Autogoles
| Jugador               | Selección | Rival  | Goles |
| --------------------- | --------- | ------ | ----- |
| Mohammed Al Musallami | Omán      | Baréin | 1     |
| Ibrahim Al-Khatal     | Baréin    | Yemen  | 1     |